# Procès à huis clos
Pour les articles homonymes, voir Huis clos.
Un procès à huis clos est un procès judiciaire qui n'est pas public, c'est-à-dire interdit au public et aux journalistes.
Cela peut être pour des raisons d'intérêt public ou pour protéger les intérêts privés d'une partie au procès.
Huis-clos signifie porte fermée.

## Par pays

### Canada

#### Droit pénal canadien
En droit pénal canadien, l'article 486 du Code criminel autorise l'exclusion du public lors d'un procès pénal. Cependant, cette exclusion du public a des limites : il faut minimalement qu'un dossier soit ouvert afin de respecter le principe de publicité des débats judiciaires. Le huis clos existe notamment afin de protéger le privilège relatif aux indicateurs de police. Il peut exister des motifs de ne révéler que le numéro de dossier et de garder inconnues des informations habituellement connues telles que le nom du juge, le nom du tribunal, la nature de l'accusation, le district judiciaire et les noms des procureurs. Le lourd caviardage de texte qui résulte des décisions de justice rendues à huis clos n'est cependant pas un procès secret, les procès secrets n'existant pas au en droit canadien, mais seulement des mesures qui doivent être prises pour assurer l'anonymat des indicateurs de police. D'après la Cour suprême dans l'arrêt Société Radio-Canada c. Personne désignée, pour éviter de donner au public une fausse impression de justice secrète, les tribunaux d'appel peuvent toutefois publier une version caviardée de décisions de première instance qui n'ont pas été initialement publiées et les instances à huis clos peuvent être inscrites au plumitif et au rôle des audiences du tribunal.

#### Québec
Dans le Code de procédure civile du Québec, l'article 11 dispose que le procès civil est public, mais qu'il peut être à huis clos lorsque la loi le prévoit. L'art. 12 CPC prévoit que « le tribunal peut faire exception au principe de la publicité s’il considère que l’ordre public, notamment la protection de la dignité des personnes concernées par une demande, ou la protection d’intérêts légitimes importants exige que l’audience se tienne à huis clos ». À titre d'exemple, les audiences en matière de protection de la jeunesse ont lieu à huis clos, d'après l'article 82 al. 1 de la Loi sur la protection de la jeunesse.

### États-Unis
Aux États-Unis, l'expression in camera désigne un procès sans public.

### En France
Au sein de la législation française, durant les audiences à huis ne sont acceptés que les victimes, l'accusé, les avocats et la famille proche qui s'est inscrite auprès du greffe  et dont l'identité est contrôlée. Les huis-clos sont une exception, qui peut-être abordée en matière pénale ou civile. En France, les procès des mineurs, tout en n'étant  pas publics, ne sont pas considérés « à huis clos », mais seulement  « restreint aux publics ».

### Suisse
En droit suisse, la possibilité d'un huis-clos partiel ou total est prévue par le Code de procédure civile ainsi que par le Code de procédure pénale.
Le huis-clos est une exception au principe de publicité des débats judiciaires et des jugements.